# مهندس ناظر (ساختمان)
مهندس ناظر ساختمان (به انگلیسی Supervisor Engineer) یا مهندس مقیم در کارگاه (به انگلیسی resident engineer) شخص حقیقی یا حقوقی دارای پروانه اشتغال به کار مهندسی است که در یکی از رشته‌های موضوع قانون نظام مهندسی و کنترل ساختمان بر اجرای درست عملیات ساختمانیِ ساختمان مانند: سازه ساختمان، معماری ساختمان، تأسیسات برقی و مکانیکی ساختمان که به دست مجری ساختمان انجام می پذیرد، برابر با  مقررات ملی ساختمان و در حیطه صلاحیت مندرج در پروانه اشتغال خود نظارت می‌نماید.

## مسئولیت
سرپرستان به‌طور منحصر به فرد از طریق تماس مستقیمی با کارکنان روزانه به منظور پاسخگویی به نیازهای کارکنان، مشکلات و رضایت برخورد می‌کنند. ناظرین ارتباط مستقیمی بین مدیریت و نیروی کار دارند و می‌توانند در ایجاد آموزش شغلی، نگرش‌های ایمنی، روش‌های کار ایمن و شناسایی اقدامات ناامن مؤثر باشند.
مهندسان ناظر مکلفند بر عملیات اجرایی ساختمانی که تحت نظارت آنها احداث می‌گردد از لحاظ انطباق ساختمان با مشخصات مندرج در پروانه و نقشه‌ها و محاسبات فنی ضمیمه آن نظارت کرده و در پایان کار مطابقت عملیات اجرایی ساختمان را با مدارک فوق، گواهی نمایند.
ناظران باید گزارش پایان هر یک از مراحل اصلی کار خود را به مرجع صدور پروانه ساختمان (شهرداری‌ها) ارائه نمایند. مراحل اصلی کار عبارتند از:
1. پی‌سازی
2. ساخت اسکلت
3. سفت‌کاری
4. نازک‌کاری
5. پایان کار

## آموزش
مهندس ناظر وظیفه دارد با توجه به وظایف خود که نظارت بر حسن اجرای مشخصات فنی نقشه سازه و معماری و تأسیسات هست دانش فنی خود را بروز نماید بنابراین باید همواره در بروز رسانی مراتب علمی خود بکوشد.

## آکادمی
در زمینه‌های علمی، ناظر یک دانشمند یا پژوهشگر ارشد است که همراه با مسئولیت‌های خود، به جامعه دانشگاهی نیز کمک می‌کند و یک دانشجوی کارشناسی ارشد را در پروژه پژوهشی هدایت و راهنمایی می‌کند.

## وظایف مهندس ناظر
وظایف مهندس ناظر در مجموعه شرح خدمات در راستای اجرای قانون نظام مهندسی و کنترل ساختمان مصوب ۱۳۷۴ و آئین‌نامه اجرائی آن (مصوب ۱۳۷۵) و مبحث دوم مقررات ملی ساختمان (نظامات اداری) تدوین شده‌است و تا زمان تصویب و ابلاغ شرح خدمات مهندسان توسط وزارت راه و شهرسازی ملاک عمل قرار خواهد گرفت.
در کمیسیون ماده ۱۰۰ قانون شهرداریها نیز وظایف مهندس ناظر چنین بیان شده‌است:
1. نظارت بر عملیات اجرائی ساختمانی که به مسوولیت آنها احداث می‌گردد از لحاظ انطباق ساختمان با مشخصات مندرج در پروانه و نقشه‌ها و محاسبات فنی ضمیمه.
2. گواهی مطابقت ساختمان با پروانه، نقشه و محاسبات
3. اعلام تخلف به شهرداری